# Вулиця Шафарика (Львів)
Вулиця Шафарика — вулиця у Личаківському районі м. Львова, у місцевості Пасіки. Сполучає дві частини вулиці Джорджа Вашингтона. Межує з парком «Погулянка».

## Історія
Вулиця виникла у 1930-х роках в межах місцевості Пасіки Галицькі та була частиною однойменної вулиці Пасіки Галицькі. Від 1979 році — вулиця Рагузова, названа так на честь Василя Рагузова, комсомольця, студента Львівського політехнічного інституту. Він загинув під час степової заметілі у Казахстані, коли брав участь в освоєнні цілинних земель. Сучасна назва походить від 1991 року, на честь словацького та чеського поета, історика, мовознавця, етнографа Павела Йозефа Шафарика.

## Забудова
На вулиці Шафарика переважає багатоповерховий радянський конструктивізм 1980-х років, а також багатоповерхова житлова забудова 2015—2021 років.

### Будинки
№ 1 — сучасний житловий комплекс «Кайзер-парк», збудований у 2019—2021 роках та складається з одного десятиповерхового житлового будинку з підземним паркінгом, розрахованим на 70 місць.
№ 6, 8, 10 — у дворі між цими будинками у 2017—2018 роках проводилися роботи з облаштування громадського простору, зокрема облаштовано дитячий та спортивний майданчики, встановлено вуличні меблі.
№ 13 — Львівська середня загальноосвітня школа № 82, відкрита у 1979 році.
№ 15 — заклад дошкільної освіти (ясла-садок) компенсуючого типу «Барвінок» Львівської міської ради, проєктною потужністю на 220 місць. ЗДО «Барвінок» є правонаступником навчально-виховного комплексу школа-дитячий садок «Центр реабілітації».